# 1502
Năm 1502 là một năm trong lịch Julius.